# Romandiet Rundt 2016
Romandiet Rundt 2016 var den 70. udgave af cykelløbet Romandiet Rundt. Det var det fjortende arrangement på UCI's World Tour-kalender i 2016 og begyndte 26. april og sluttede 1. maj 2016. Nairo Quintana blev den samlede vinder af løbet.

## Hold
| | 18 UCI World Tour-hold                                                                       |                                                                                        | 2 Wildcard                        |
| --- | -------------------------------------------------------------------------------------------- | -------------------------------------------------------------------------------------- | --------------------------------- |
| - Ag2r-La Mondiale - Astana Pro Team - BMC Racing Team - Cannondale - Dimension Data - Etixx-Quick Step | - FDJ - Team Giant-Alpecin - IAM Cycling - Team Katusha - Lampre-Merida - Team LottoNL-Jumbo | - Lotto-Soudal - Movistar Team - Orica-GreenEDGE - Team Sky - Tinkoff - Trek-Segafredo | - Team Roth - Wanty-Groupe Gobert |

## Etaperne
| Etape    | Dato     | Start – Mål                           | type          | Afstand (km) | Etapevinder      | Førende rytter |
| -------- | -------- | ------------------------------------- | ------------- | ------------ | ---------------- | -------------- |
| Prolog   | 26. apr. | La Chaux-de-Fonds – La Chaux-de-Fonds | prolog        | 3,95         | Jon Izagirre     | Jon Izagirre   |
| 1. etape | 27. apr. | Mathod – Moudon                       | kuperet etape | 100,5        | Marcel Kittel    | Jon Izagirre   |
| 2. etape | 28. apr. | Moudon – Morgins                      | bjergetape    | 177          | Nairo Quintana   | Nairo Quintana |
| 3. etape | 29. apr. | Sion – Sion                           | enkeltstart   | 15,11        | Thibaut Pinot    | Nairo Quintana |
| 4. etape | 30. apr. | Conthey – Villars-sur-Ollon           | bjergetape    | 172,7        | Chris Froome     | Nairo Quintana |
| 5. etape | 1. maj   | Ollon – Genève                        | kuperet etape | 177,4        | Michael Albasini | Nairo Quintana |

## Trøjernes fordeling gennem løbet
| Etape  | Vinder           | Førertrøjen    | Pointtrøjen      | Bjergtrøjen    | Ungdomstrøjen  | Mest angrebsivrige | Holdkonkurrencen |
| ------ | ---------------- | -------------- | ---------------- | -------------- | -------------- | ------------------ | ---------------- |
| P      | Jon Izagirre     | Jon Izagirre   | Jon Izagirre     | Louis Vervaeke | Louis Vervaeke | ikke uddelt        | Movistar Team    |
| 1      | Marcel Kittel    | Jon Izagirre   | Marcel Kittel    | Sander Armée   | Louis Vervaeke | Sander Armée       | Movistar Team    |
| 2      | Nairo Quintana   | Nairo Quintana | Marcel Kittel    | Nairo Quintana | Davide Formolo | Daryl Impey        | Cannondale       |
| 3      | Thibaut Pinot    | Nairo Quintana | Jon Izagirre     | Nairo Quintana | Damien Howson  | ikke uddelt        | Movistar Team    |
| 4      | Chris Froome     | Nairo Quintana | Jon Izagirre     | Nairo Quintana | Pierre Latour  | Bob Jungels        | Movistar Team    |
| 5      | Michael Albasini | Nairo Quintana | Michael Albasini | Sander Armée   | Pierre Latour  | Chris Froome       | Movistar Team    |
| Samlet | Samlet           | Nairo Quintana | Michael Albasini | Sander Armée   | Pierre Latour  | ikke uddelt        | Movistar Team    |

## Resultater
|    | Rytter             | Hold               | Tid      |
| -- | ------------------ | ------------------ | -------- |
| 1  | Nairo Quintana     | Movistar Team      | 16:20.20 |
| 2  | Thibaut Pinot      | FDJ                | + 19     |
| 3  | Jon Izagirre       | Movistar Team      | + 23     |
| 4  | Ilnur Zakarin      | Team Katusha       | + 26     |
| 5  | Tom Dumoulin       | Team Giant-Alpecin | + 57     |
| 6  | Rui Costa          | Lampre-Merida      | + 1.12   |
| 7  | Simon Špilak       | Team Katusha       | + 1.16   |
| 8  | Mathias Frank      | IAM Cycling        | + 1.16   |
| 9  | Bauke Mollema      | Trek-Segafredo     | + 1.24   |
| 10 | Tejay van Garderen | BMC Racing Team    | + 1.27   |